# Jens-Peter Bernd
Jens-Peter Bernd (Potsdam, República Democrática Alemana, 17 de agosto de 1963) es un nadador alemán retirado especializado en pruebas de cuatro estilos, donde consiguió ser subcampeón mundial en 1982 en los 400 metros estilos.

## Carrera deportiva
En el Campeonato Mundial de Natación de 1982 celebrado en Guayaquil (Ecuador), ganó la medalla de plata en los 400 metros estilos, con un tiempo de 4:23.02 segundos, tras el brasileño Ricardo Prado (oro con 4:19.78 segundos) y por delante del soviético Serguéi Fesenko (bronce con 4:23.29 segundos).

## Palmarés internacional
| Campeonato Mundial de Natación | Campeonato Mundial de Natación | Campeonato Mundial de Natación | Campeonato Mundial de Natación |
| Año                            | Lugar                          | Medalla                        | Prueba                         |
| ------------------------------ | ------------------------------ | ------------------------------ | ------------------------------ |
| 1982                           | Guayaquil ( Ecuador)           | Medalla de plata               | 400 m estilos                  |
| Campeonato Europeo de Natación |                                |                                |                                |
| Año                            | Lugar                          | Medalla                        | Prueba                         |
| 1983                           | Roma ( Italia)                 | Medalla de plata               | 200 m estilos                  |
| 1983                           | Roma ( Italia)                 | Medalla de plata               | 400 m estilos                  |